# Нагель, Альбрехт Эдуард
Альбрехт Эдуард Нагель (нем. Albrecht Eduard Nagel; 1833[…], Данциг, провинция Пруссия — 1895[…], Тюбинген) — немецкий офтальмолог, клиницист, профессор глазных болезней.
Доктор медицины (1855).

## Биография
Сын директора школы. Образование получил в университетах Кёнигсберга и Берлина. Учился у Германа фон Гельмгольца и Альбрехта фон Грефе. Первоначально работал врачом общей практики в Данциге, основал там первую глазную клинику в 1855 году. Позже в 1859 году отправился в Утрехт, Англию и Шотландию для дальнейшего обучения. Основал в 1862 году сельскую глазну клинику в Восточной Пруссии.
В 1864 году получил должность преподавателя в Тюбингенском университете. Основал частную клинику в Тюбингене. В 1867 году получил должность доцента офтальмологии медицинского факультета Тюбингенского университета. В 1874 году стал профессором офтальмологии и первым директором глазной клиники Тюбингенского университета, основанной в 1875 году.
Стал первый применять стрихнинные вспрыскивания как лечебное средство при страдании зрительных нервов. Изобретатель Аномалоскопа Нагеля, прибора для испытания цветового зрения и выявления его аномалий.
Был членом Немецкой академии естествоиспытателей Леопольдина.
Известен работой «Das Sehen mit zwei Augen» (Лейпциг, 1861). Написал еще: «Die Refraktions- und Akkommodationsanomalien des Auges» (Тюбинген, 1866; русский перевод под ред. В. Добровольского); «Behandlung der Amaurosen und Amblyopien mit Strychnin» (Тюбинген, 1871), «Die Anomalien der Refraktion und Akkommodation des Auges» (в «Handbuch der gesamten Augenheilkunde» Грефе и Земиша, Лейпциг, 1880), «Die Vorbildung zum medizinischen Studium und die Frage der Schulreform» (Тюбинген, 1890). 
Редактировал с 1871 по 1878 г. основанный им «Jahresbericht über Leistungen und Fortschritte im Gebiet der Ophthalmologie» и с 1882 г. издавал: «Mitteilungen aus der ophthalmiatrischen Klinik in Tübingen».